# Episodi di Hell on Wheels (quarta stagione)
La quarta stagione della serie televisiva Hell on Wheels comprende tredici episodi.
Il primo episodio è stato trasmesso in prima visione negli Stati Uniti dal canale via cavo AMC il 2 agosto 2014.
In Italia, la stagione è stata trasmessa dal 30 novembre 2015 al 4 gennaio 2016 su Rai Movie.
| nº | Titolo originale       | Titolo italiano          | Prima TV USA      | Prima TV Italia  |
| -- | ---------------------- | ------------------------ | ----------------- | ---------------- |
| 1  | The Elusive Eden       | Inafferrabile Eden       | 2 agosto 2014     | 30 novembre 2015 |
| 2  | Escape From the Garden | Fuga dal giardino        | 9 agosto 2014     | 30 novembre 2015 |
| 3  | Chicken Hill           | La collina delle galline | 16 agosto 2014    | 7 dicembre 2015  |
| 4  | Reckoning              | Resa dei conti           | 23 agosto 2014    | 7 dicembre 2015  |
| 5  | Life's a Mystery       | La vita è un mistero     | 30 agosto 2014    | 14 dicembre 2015 |
| 6  | Bear Man               | L'uomo orso              | 6 settembre 2014  | 14 dicembre 2015 |
| 7  | Elam Ferguson          | Il ritorno di Elam       | 13 settembre 2014 | 21 dicembre 2015 |
| 8  | Under Color of Law     | Coperti dalla legge      | 20 settembre 2014 | 21 dicembre 2015 |
| 9  | Two Trains             | Due treni                | 27 settembre 2014 | 28 dicembre 2015 |
| 10 | Return to Hell         | Ritorno all'inferno      | 4 ottobre 2014    | 28 dicembre 2015 |
| 11 | Bleeding Kansas        | Sangue sul Kansas        | 8 novembre 2014   | 4 gennaio 2016   |
| 12 | Thirteen Steps         | Tredici scalini          | 15 novembre 2014  | 4 gennaio 2016   |
| 13 | Further West           | Ancora più a ovest       | 4 gennaio 2016    |                  |